# Антонов, Николай (легкоатлет)
Николай Якимов Антонов (болг. Николай Якимов Антонов; род. 17 августа 1968, Разград) — болгарский легкоатлет, специалист по бегу на короткие дистанции и прыжкам в длину. Выступал за сборную Болгарии по лёгкой атлетике в 1980-х и 1990-х годах, чемпион мира и Европы в помещении, чемпион Балкан, действующий рекордсмен страны в беге на 200 метров в помещении и на открытом стадионе, участник летних Олимпийских игр в Барселоне.

## Биография
Николай Антонов родился 17 августа 1968 года в городе Разград, Болгария. Занимался лёгкой атлетикой в ЦСКА в Софии.
Впервые заявил о себе на международном уровне в сезоне 1985 года, когда вошёл в состав болгарской сборной и выступил на турнире в Питешти, где стал третьим в беге на 100 метров и шестым в беге на 200 метров.
В 1986 году на юниорском мировом первенстве в Афинах занял седьмое место в дисциплине 100 метров, четвёртое место в дисциплине 200 метров, тогда как в эстафете 4 × 100 метров в финал не вышел.
В 1987 году стартовал в 100-метровом беге и в эстафете 4 × 100 метров на юниорском европейском первенстве в Бирмингеме.
В 1988 году среди прочего выиграл серебряную медаль в беге на 200 метров на чемпионате Европы в помещении в Будапеште.
В 1989 году на 200-метровой дистанции дошёл до полуфинала на чемпионате мира в помещении в Будапеште, одержал победу на чемпионате Балкан в Сере.
В 1990 году в дисциплине 200 метров стал серебряным призёром на чемпионате Европы в помещении в Глазго, финишировал пятым на чемпионате Европы в Сплите.
В 1991 году превзошёл всех соперников на чемпионате мира в помещении в Севилье, стал седьмым на чемпионате мира в Токио, установив при этом ныне действующий рекорд Болгарии в беге на 200 метров на открытом стадионе — 20,20.
В 1992 году на чемпионате Европы в помещении в Генуе завоевал золотую награду на дистанции 200 метров и установил ныне действующий рекорд Болгарии в закрытых помещениях — 20,41. Благодаря череде успешных выступлений удостоился права защищать честь страны на летних Олимпийских играх в Барселоне, где в 200-метровой дисциплине дошёл до стадии полуфиналов.
В 1993 году на чемпионате мира в помещении в Торонто занял пятое место в беге на 200 метров. На чемпионате мира в Штутгарте дошёл до четвертьфинала в дисциплине 200 метров и стал шестым в прыжках в длину.
В 1994 году прыгал в длину на чемпионате Европы в Хельсинки, не смог преодолеть предварительный квалификационный этап.
В 1995 году выступил в прыжках в длину на чемпионате мира в помещении в Гётеборге.
В 1996 году в прыжках в длину одержал победу на чемпионате Болгарии в Софии.
Завершил спортивную карьеру по окончании сезона 1997 года.